# کاتسوهیرو سوزوکی
کاتسوهیرو سوزوکی (انگلیسی: Katsuhiro Suzuki؛ زادهٔ ۲۶ نوامبر ۱۹۷۷) بازیکن فوتبال اهل ژاپن است.
از باشگاه‌هایی که در آن بازی کرده‌است می‌توان به باشگاه فوتبال ساگان توسو و باشگاه فوتبال آویسپا فوکوئوکا اشاره کرد.